# Dicrurus annectens
El drongo picogordo (Dicrurus annectens) es una especie de ave paseriforme de la familia Dicruridae.

## Distribución y hábitat
Se lo encuentra en: Bangladés, Bután, Camboya, sur de China, norte-este de la India, Indonesia (Sumatra y Java), Laos, Malasia peninsular, Myanmar, Nepal, Singapur, Tailandia y Vietnam. Sus hábitats naturales son los bosques bajos húmedos subtropicales o tropicales y los manglares subtropicales o tropicales.